# Aufs
aufs (AnotherUnionFS) は Linux のファイルシステムサービスであり、複数の異なるファイルシステム（ブランチと呼ばれる）のファイルやディレクトリ同士を透過的に重ねる（マージする）ことができる技術である。UnionFS を完全に書き換えるもので、信頼性とパフォーマンスの改善を狙いとしている。

## 概要
aufs は UnionFS と同様にディスクへのデータの書き込みを直接制御する訳ではない。書き込み可能な何らかのブランチがこれを行う。
2006年の始めから岡島順治郎によって開発されてきた。
aufs は書き込み可能なブランチのバランシング等の新しい概念や多くの改善も取り入れている。これらの新しいアイディアの一部は UnionFS 2.x にも実装されてきている。
より良い安定性とパフォーマンスのために、Knoppixは UnionFS から aufs へ切り替えた。SLAXはバージョン6から同様にaufsへ移行した。Linux Live スクリプトも、 aufs を使っている。
ASUS Eee PC モデル 901 で利用できる Xandros も同様に移行した。
Debian、Ubuntu 系には aufs を利用し、ファイルシステムへの変更をメモリ（ tmpfs ）に保存するためのツール、fsprotec が入っている。これにより、実験的に設定ファイルを変更した状態でサーバを動作させ、再起動さえすれば元の状態に復元出来る、といった使い方も可能になる。
コンテナ型仮想化技術であるDockerでは aufs をストレージドライバとして利用し、同技術の特徴である差分管理を実現していた。2020年1月現在は基本的にoverlay2を利用しており、Linuxカーネル 3.13以前のUbuntuでoverlay2を使用できない場合を除いてoverlay2の利用を推奨している。